# Gelastorhinus semipictus
Gelastorhinus semipictus är en insektsart som först beskrevs av Walker, F. 1870.  Gelastorhinus semipictus ingår i släktet Gelastorhinus och familjen gräshoppor. Inga underarter finns listade i Catalogue of Life.